# Sanguinet
Sanguinet ist eine französische Gemeinde mit 4662 Einwohnern (Stand 1. Januar 2022) im Département Landes in der Region Nouvelle-Aquitaine. Sie gehört zum Arrondissement Mont-de-Marsan, zum Kanton Grands Lacs und zum 2002 gegründeten Gemeindeverband Grands Lacs.

## Lage
Sanguinet ist die nördlichste Gemeinde des Départements Landes. Sie liegt 60 Kilometer südwestlich von Bordeaux am Ostufer des Étang de Cazaux et de Sanguinet, mit einer Fläche von 55 km² der größte Binnensee in Südwestfrankreich. Zur Gemeinde gehört das Dorf Courneilley.

## Geschichte
Am See fand man Reste menschlicher Besiedlung aus der Frühgeschichte und der Antike. Seit dem elften Jahrhundert war der Ort Durchgangsstation für Pilger nach Santiago de Compostela. Anfang des 20. Jahrhunderts wurden im Zuge des Landgewinns Sümpfe trockengelegt und mit Meereskiefern bepflanzt, die zur Holz- und Harzgewinnung genutzt wurden. Die Errichtung des Raketenstartplatzes in Biscarrosse und die Eröffnung eines Flugplatzes in Cazaux eröffnete in den 1960er Jahren neue Arbeitsplätze für die Bevölkerung, zumal die Sägewerke schlossen. Seit den 1980er Jahren setzt die Gemeinde Sanguinet auf Tourismus und Dienstleistungen.

### Bevölkerungsentwicklung
| Jahr                       | 1962 | 1968 | 1975 | 1982 | 1990 | 1999 | 2007 | 2017 |
| Einwohner                  | 1130 | 1334 | 1364 | 1368 | 1695 | 1982 | 3026 | 4185 |
| Quellen: Cassini und INSEE |      |      |      |      |      |      |      |      |

### Sehenswertes
Das Museum am See (Musee du lac) zeigt Exponate zum Leben der Menschen in Sanguinet 1500 v. Chr. bis ins 4. Jahrhundert. Einige Räume sind auch dem Leben im Wasser des Sees und seinem Ökosystem gewidmet.

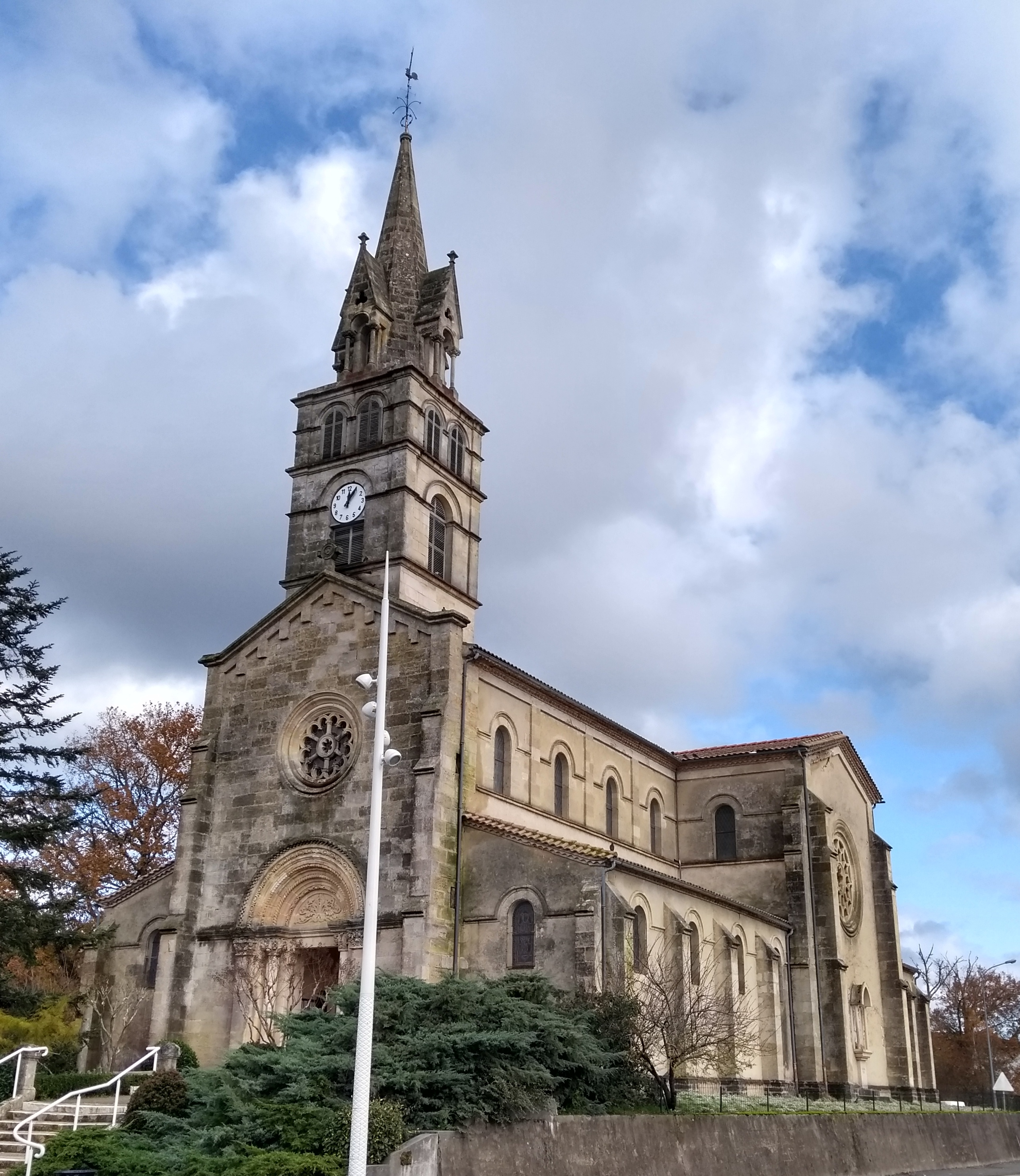
Kirche Saint-Sauveur